# 實兮
實兮（?—?），朝鲜半岛新罗人，大舍純德之子。
實兮性情剛直，不能屈理非義。真平王五十三年（631年），爲上舍人。当時下舍人珍堤，爲人奸佞，被真平王宠爱。雖和實兮同僚，遇事经常互说是非，實兮守正不苟且。珍堤嫉恨，多次向国王进谗言：“實兮没有智慧，脾气不好，急於喜怒，即使是大王之言，不合他的意也会憤不能已。如果不教训他，他將作亂，将他黜退，等他屈服，而後再用，也不晩。”真平王同意了，贬到泠林。有人对實兮说：“你家从父祖都是忠誠干材，聞名於時。现在被佞臣讒毁，贬到竹嶺之外荒僻之地，不是很痛心吗，为什么不直言自辨？”實兮回答：“昔日屈原孤直，被楚王远远罢黜，李斯盡忠，爲秦朝处以極刑。故知佞臣惑主，忠士被斥，古来亦然，何足悲痛？”于是不言而去，作長歌表达心意。